# Galerie starých mistrů

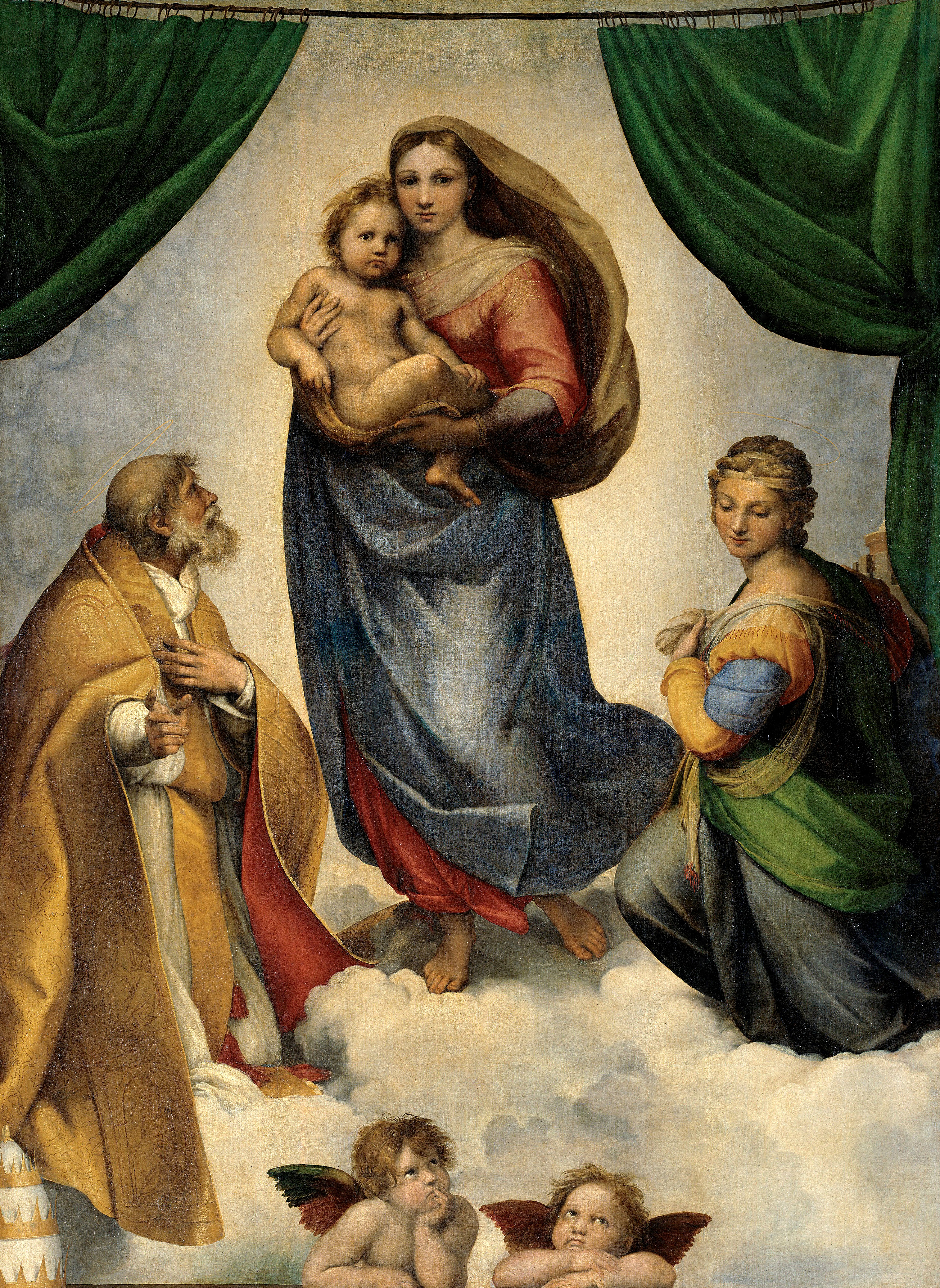
Raffael Santi, Sixtinská madona (1513)

Galerie starých mistrů (Gemäldegalerie alte Meister) je sbírka obrazů od 15. do 18. století, vystavená v drážďanském Zwingeru, součást Státních uměleckých sbírek Drážďany (Staatliche Kunstsammlungen Dresden). Vystavuje asi 750 obrazů zejména italské renesance a italského, nizozemského, španělského, německého a francouzského baroka, které většinou nasbírali saští kurfiřti.

## Historie
Galerii založil kurfiřt August Saský roku 1560, ale teprve kurfiřt a volený polský král August II. Silný (1670–1733) a jeho syn August III. Polský (1696–1763) začali obrazy sbírat systematicky. Jejich agenti objeli během půlstoletí celou Evropu. Jejich sbírka rychle rostla, roku 1747 musela být přestěhována ze zámku do sousedního objektu renesančních stájí, nazývaných později Johanneum podle saského krále Jana I. Zásluhou Augusta II. a Augusta III. galerie získala světové renomé. Vrcholem byl nákup nejslavnějšího z obrazů, Raffaelovy Sixtinské madony v roce 1754.
Roku 1838 byl architekt Gottfried Semper pověřen, aby navrhl pro galerii novou budovu. V letech 1847–1854 byla podle jeho projektu postavena tzv. Semperova galerie na místě provizorní zdi, která ze severovýchodu uzavírala nádvoří Zwingeru. Roku 1855 byla nová budova v novorenesančním slohu slavnostně otevřena jako „Nová královská galerie“ a v téže budově je umístěna dodnes. Pro nedostatek místa muselo být umění 19. a 20. století přemístěno do budovy Albertina na Brühlově terase nad řekou, která je součástí Galerie nových mistrů (Galerie Neue Meister). Barokní části Zwingru však mezitím silně chátraly a opravy začaly až v roce 1911.
Roku 1938 byla galerie uzavřena a obrazy odvezeny do bezpečí. 13. února 1945 byl Zwinger spolu s celým městem silně poškozen bombardováním a v květnu jej obsadila Rudá armáda, která sbírky konfiskovala a odvezla do Moskvy. Roku 1955 byla část sbírek navrácena a roku 1960 po velké rekonstrukci byla galerie opět otevřena. Ztráty byly přesto značné, 206 obrazů bylo zničeno a dosud se pohřešuje asi 450 dalších.

## Současnost a provoz
V letech 2013-2016 proběhla rekonstrukce východního křídla budovy a do roku 2019 trvala rekonstrukce křídla západního, k slavnostnímu otevření celé budovy došlo v únoru roku 2020. Galerie je součástí uměleckých a historických fondů Státních sbírek Drážďany (Staatliche Kunstsammlungen Dresden, zkratka SKD), které zahrnují 16 objektů expozic ve městě a jeho okolí, a také archiv s knihovnou.
Galerii navštíví přes půl milionu návštěvníků ročně. Vchod je z Divadelního náměstí (Theaterplatz).

## Sbírky
Galerie vystavuje asi 750 obrazů z celkového počtu téměř 1900 v jejích sbírkách. Mezi autory jsou zastoupeni italští malíři Sandro Boticelli, Raffael Santi, Tizian, Giorgione, Correggio, Tintoretto, Guercino nebo Canaletto, nizozemští malíři zlatého věku jako Rembrandt, Jan Vermeer nebo Vlámové Jan van Eyck, Peter Paul Rubens, Jacob Jordaens, či Anthonis van Dyck. Z německých malířů stojí za pozornost renesanční mistři Albrecht Dürer, Hans Holbein mladší, od Lucase Cranacha a jeho syna má Galerie starých mistrů 58 obrazů, to jest největší kolekci jejich obrazů na světě. Že španělské školy vynikají Diego Velázquez, nebo Francisco de Zurbarán, z Francouzů jsou dobře zastoupeni Nicolas Poussin a Jean-Étienne Liotard. K obrazové galerii historicky náleží také sochy (zastoupen je například Adriaen de Vries) a série šesti tapisérií Skutky apoštolů, utkaná podle Rafaelových kartonů.

## Z obrazů galerie

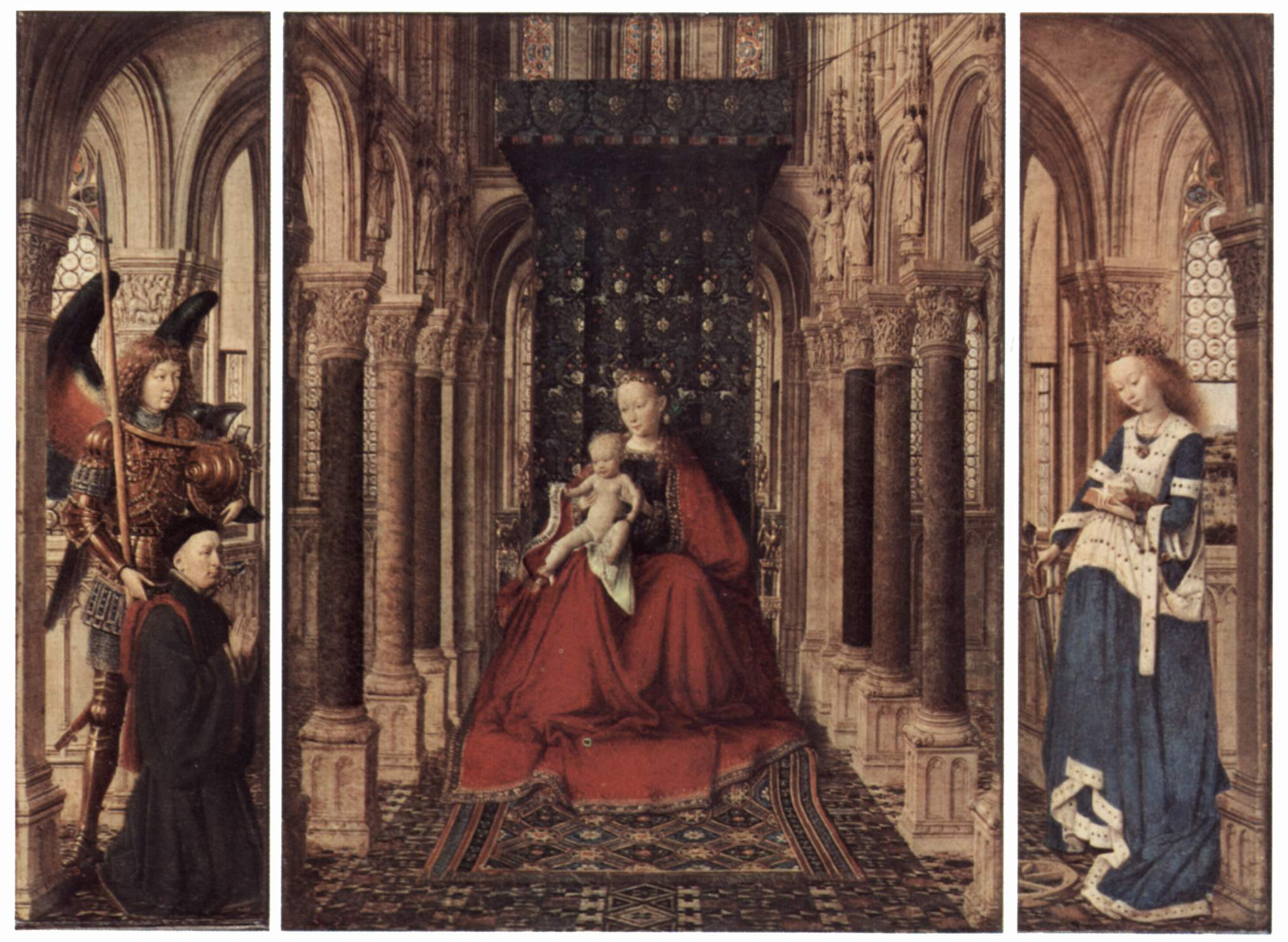
Jan van Eyck- Drážďanský triptych, kolem 1437
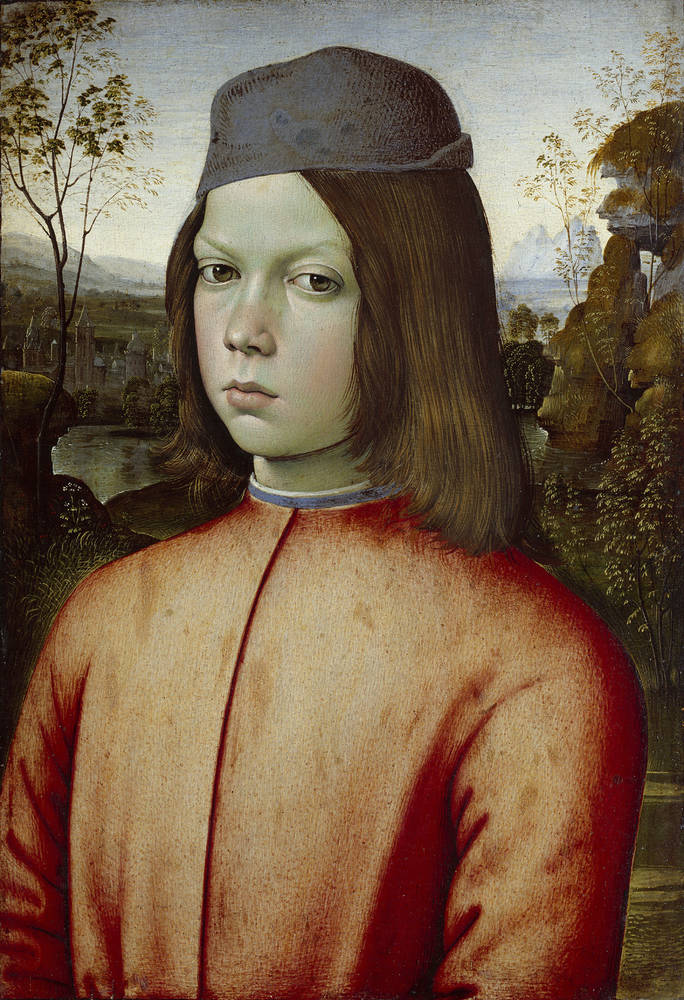
Pinturicchio: Portrét chlapce, kolem 1500
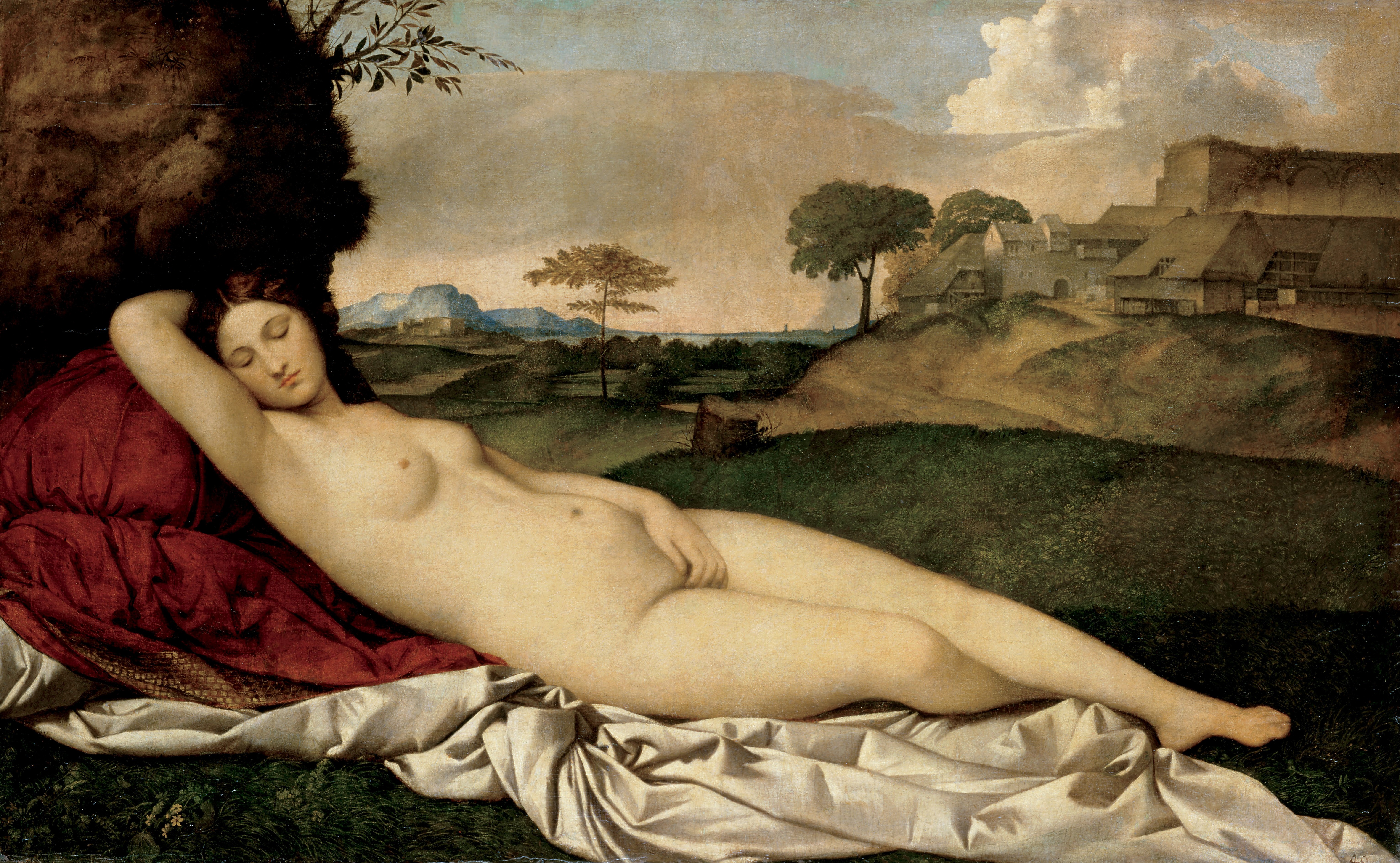
Giorgione: Spící Venuše, 1508/10
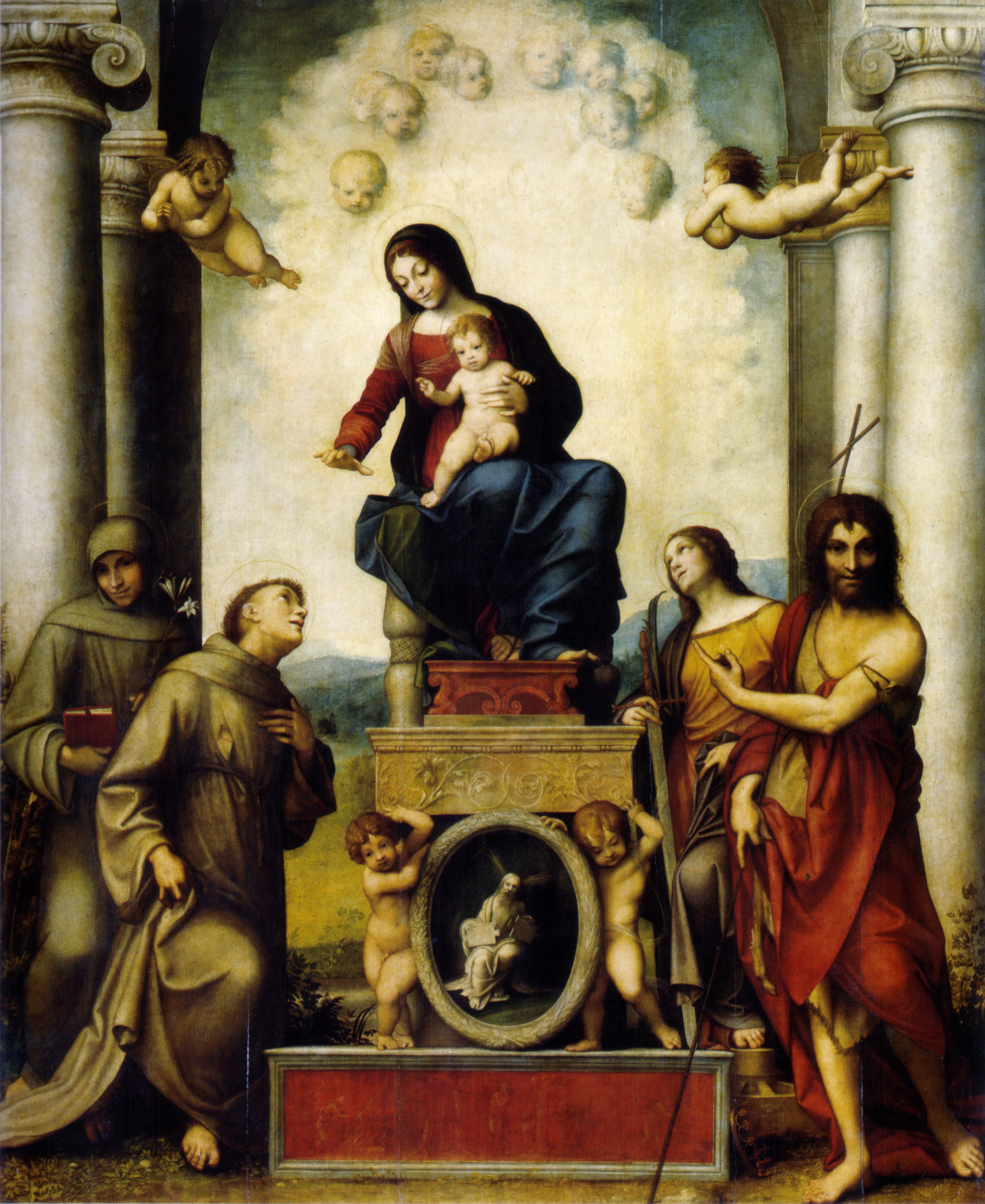
Correggio: Madona s dítětem a sv. Františkem, 1514-15
Tizian, Peníz daně (1516)
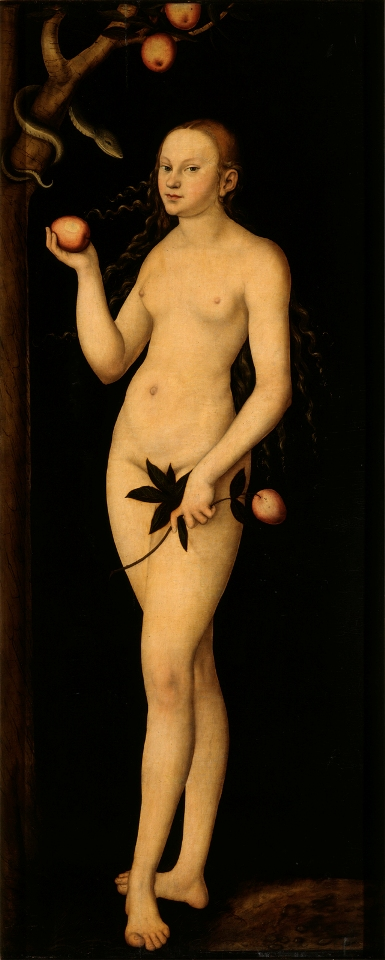
Lucas Cranach starší: Eva, 1531
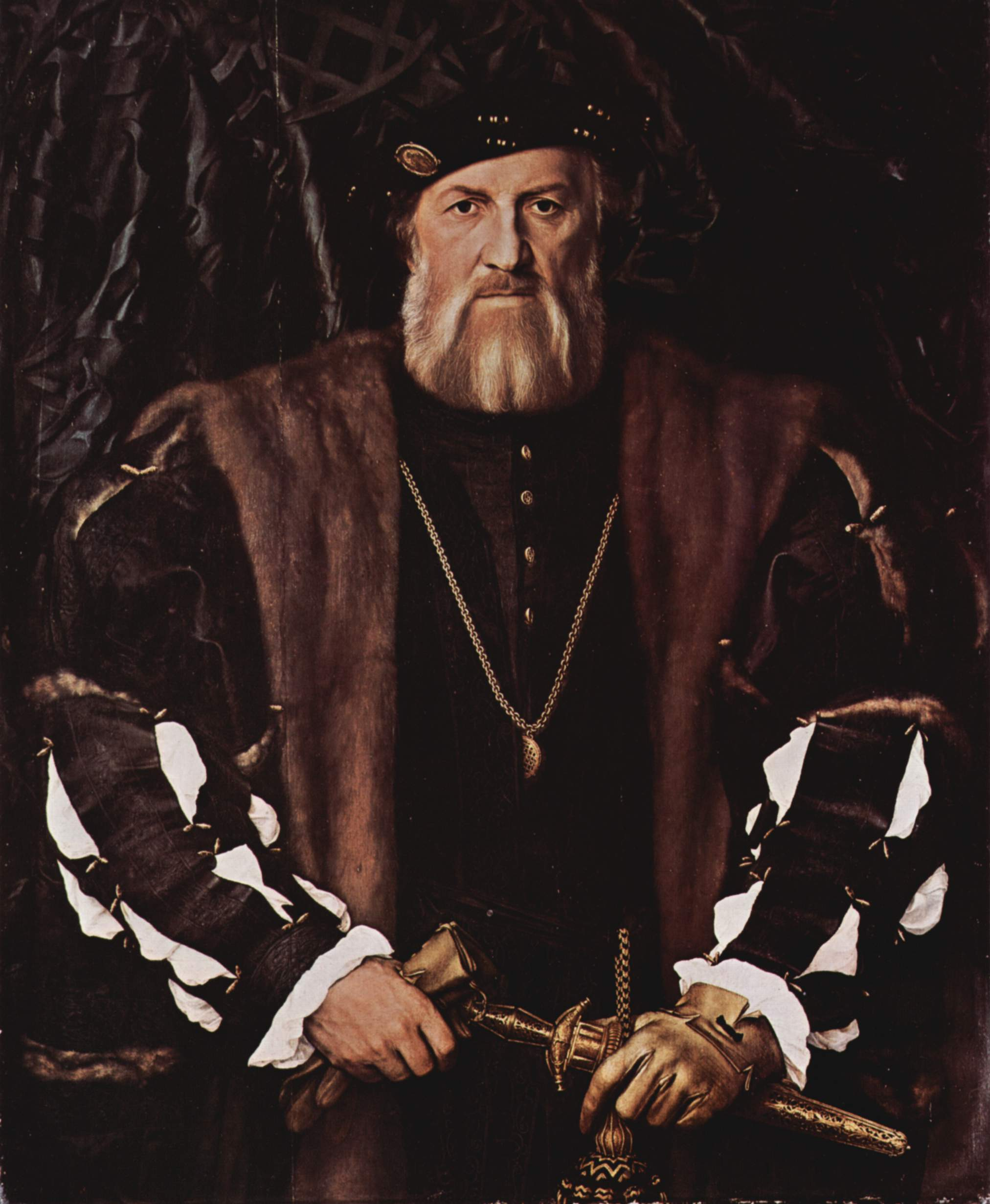
Hans Holbein mladší: Charles de Solier, hrabě z Morette, 1534/35
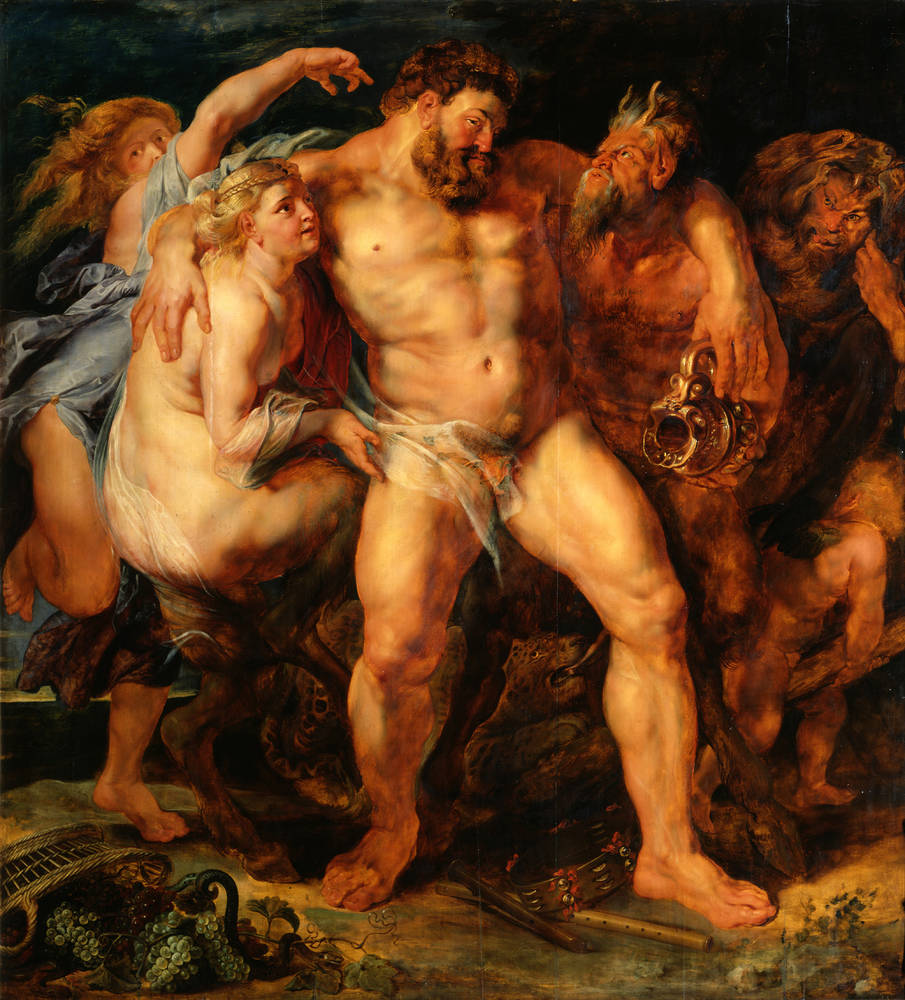
Peter Paul Rubens: Nymfa a satyr vedou opilého Herkula, kolem 1613/14
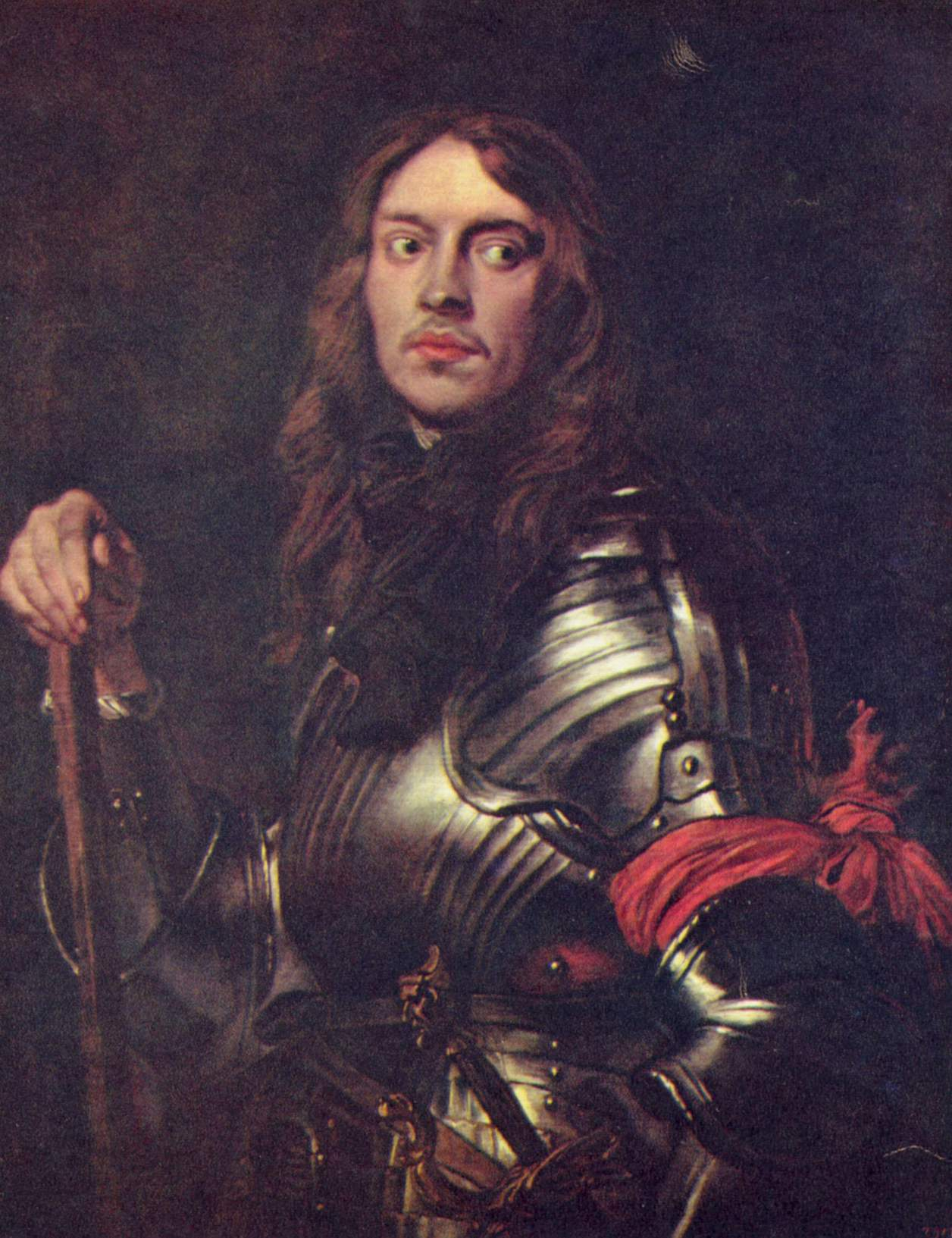
Anthonis van Dyck: Portrét důstojníka s červenou šerpou, kolem 1625/27
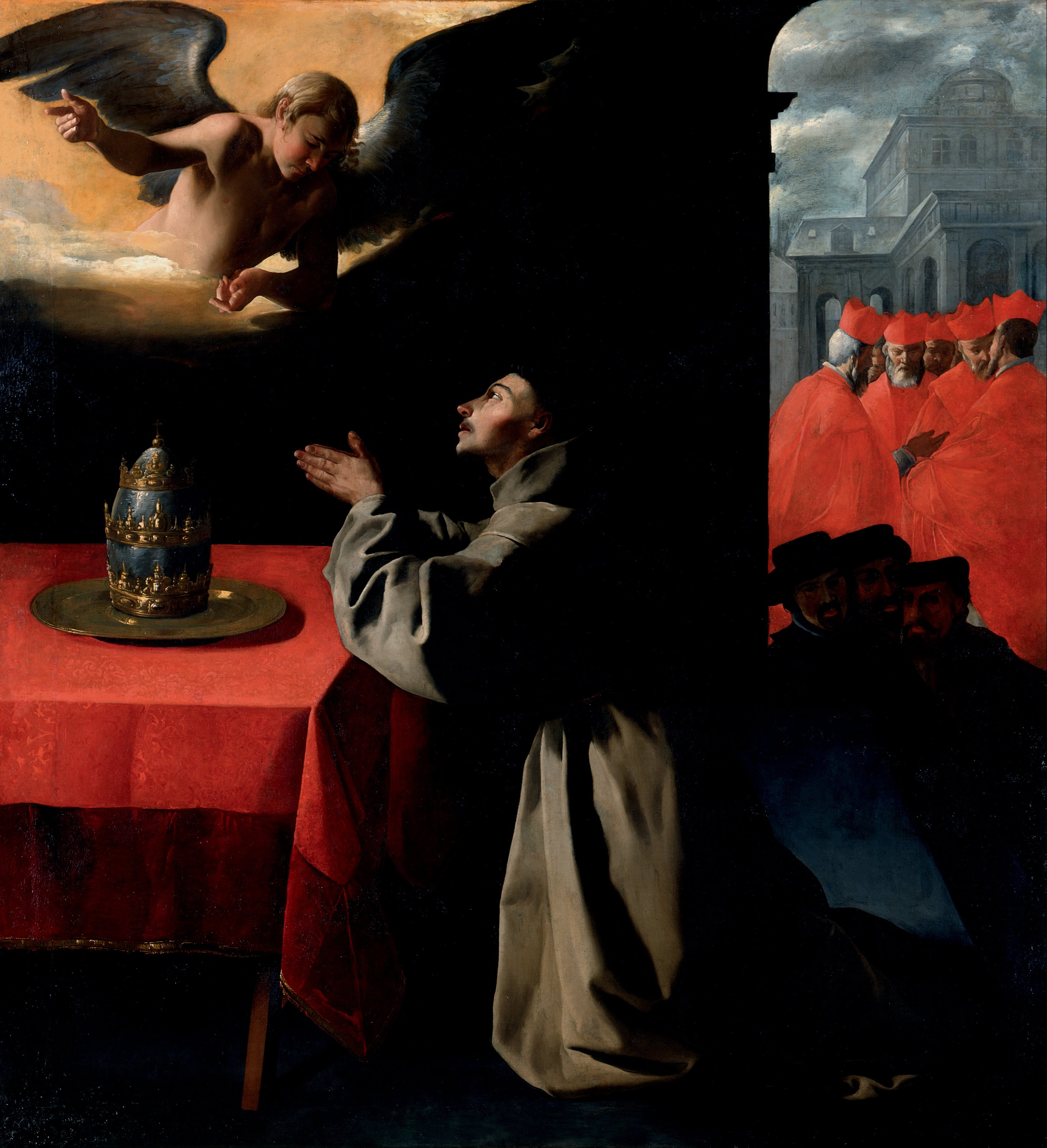
Francisco de Zurbarán: Sv. Bonaventura při modlitbě za papeže, 1628/29
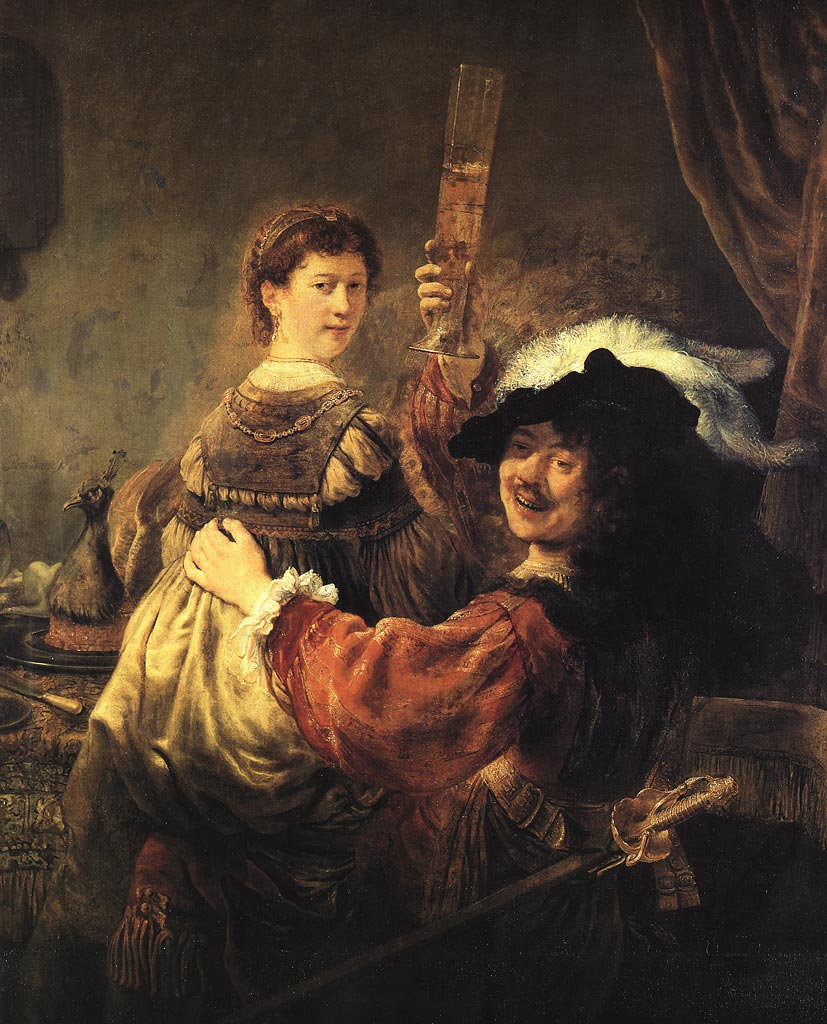
Rembrandt: Rembrandt se Saskií jako marnotratný syn, 1635
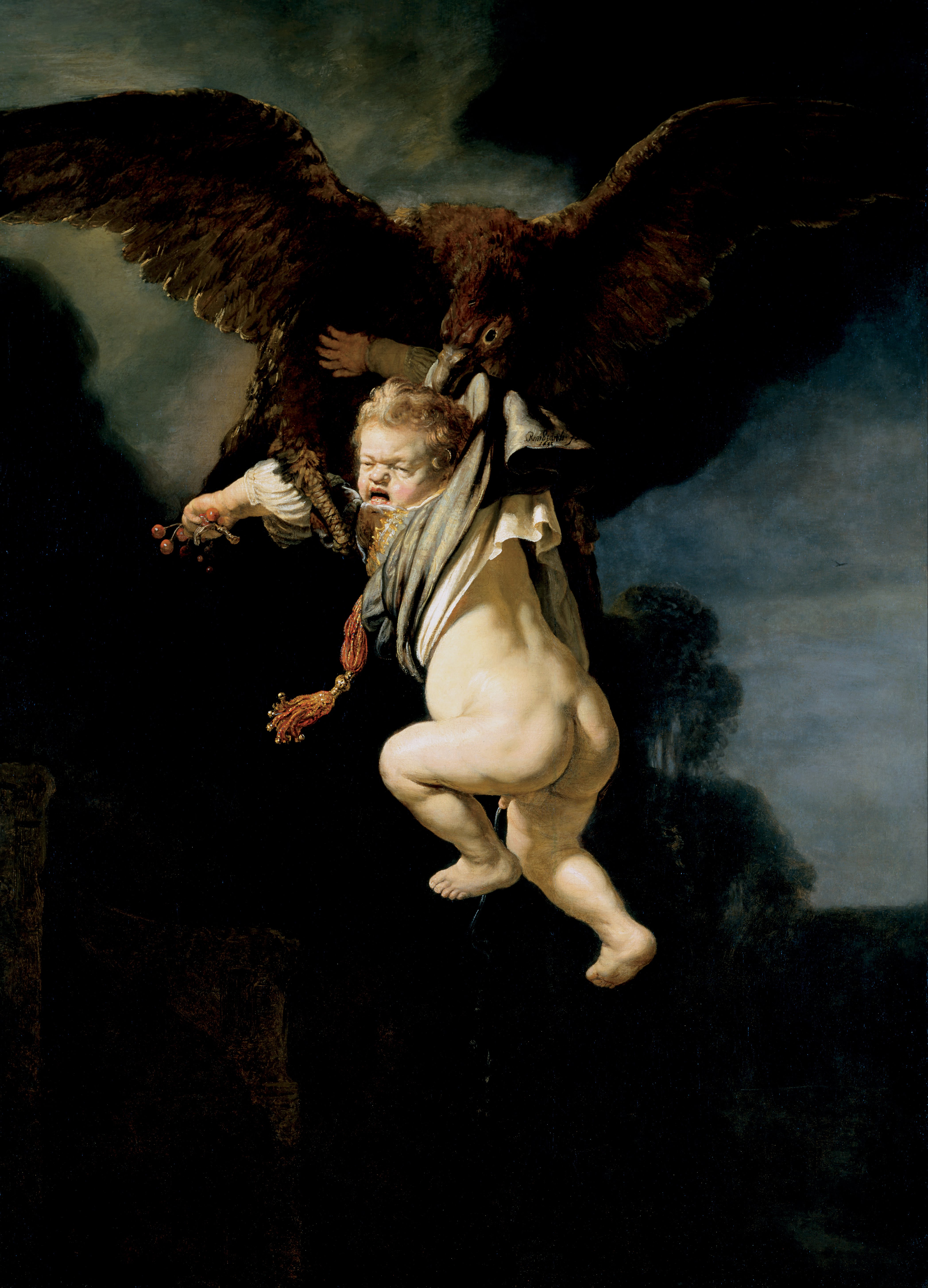
Rembrandt: Únos Ganymeda, 1635
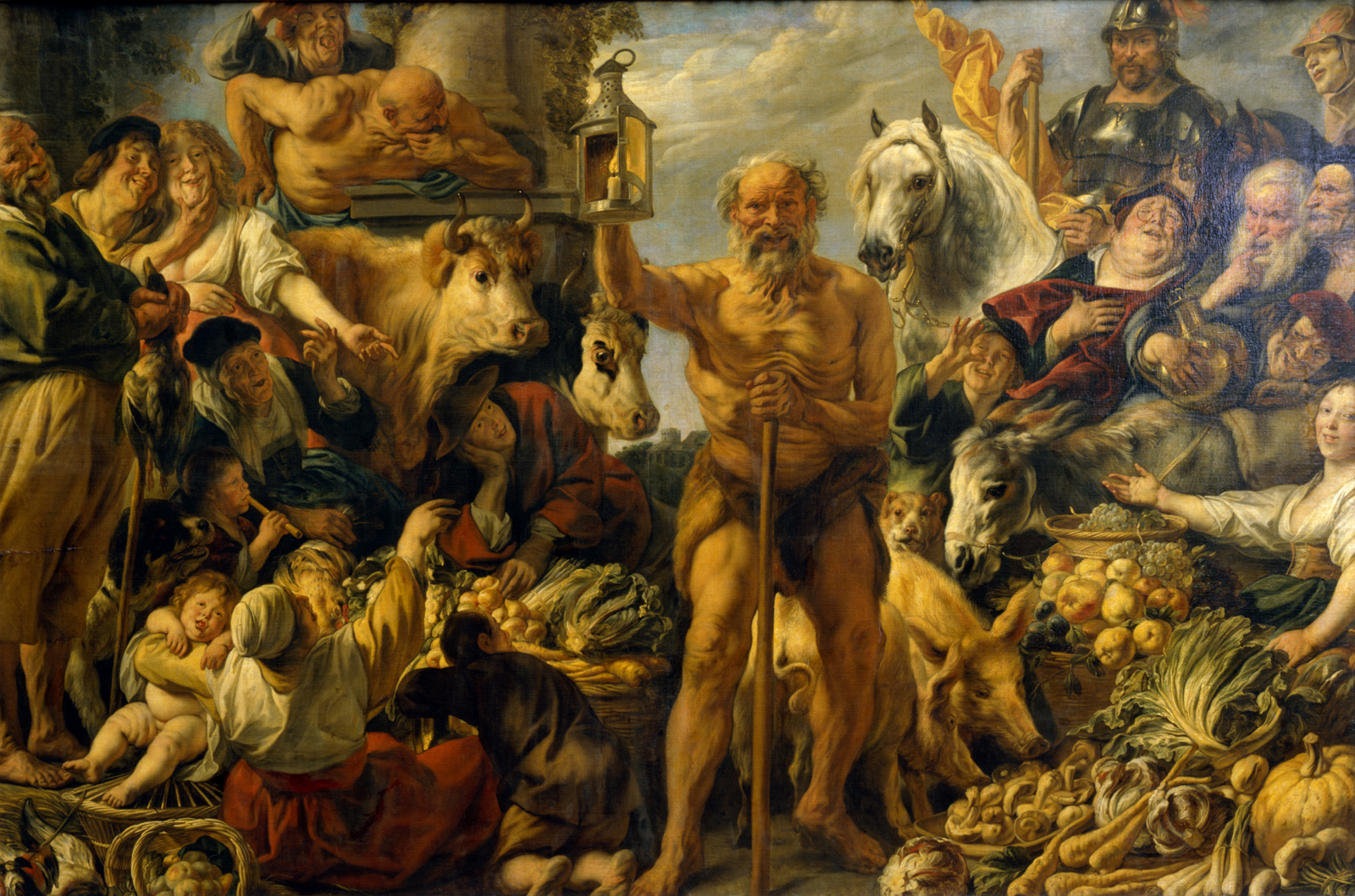
Jacob Jordaens: Diogenes hledá poctivého člověka, kolem 1642
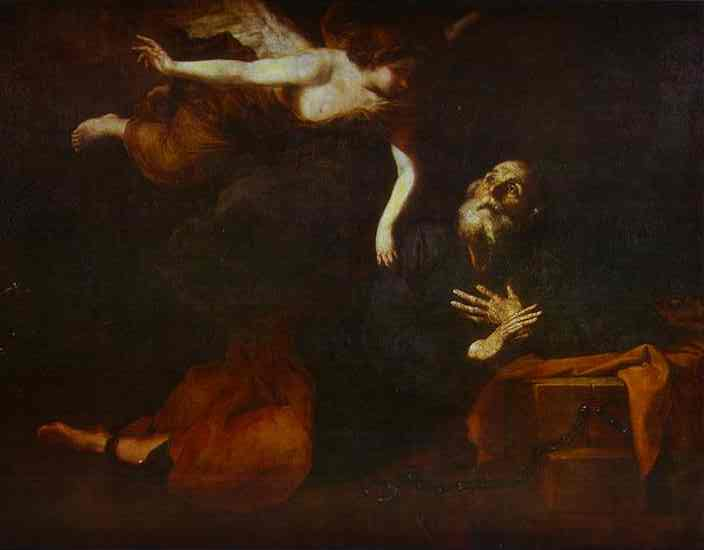
José de Ribera: Vysvobození sv. Petra z vězení, 1642
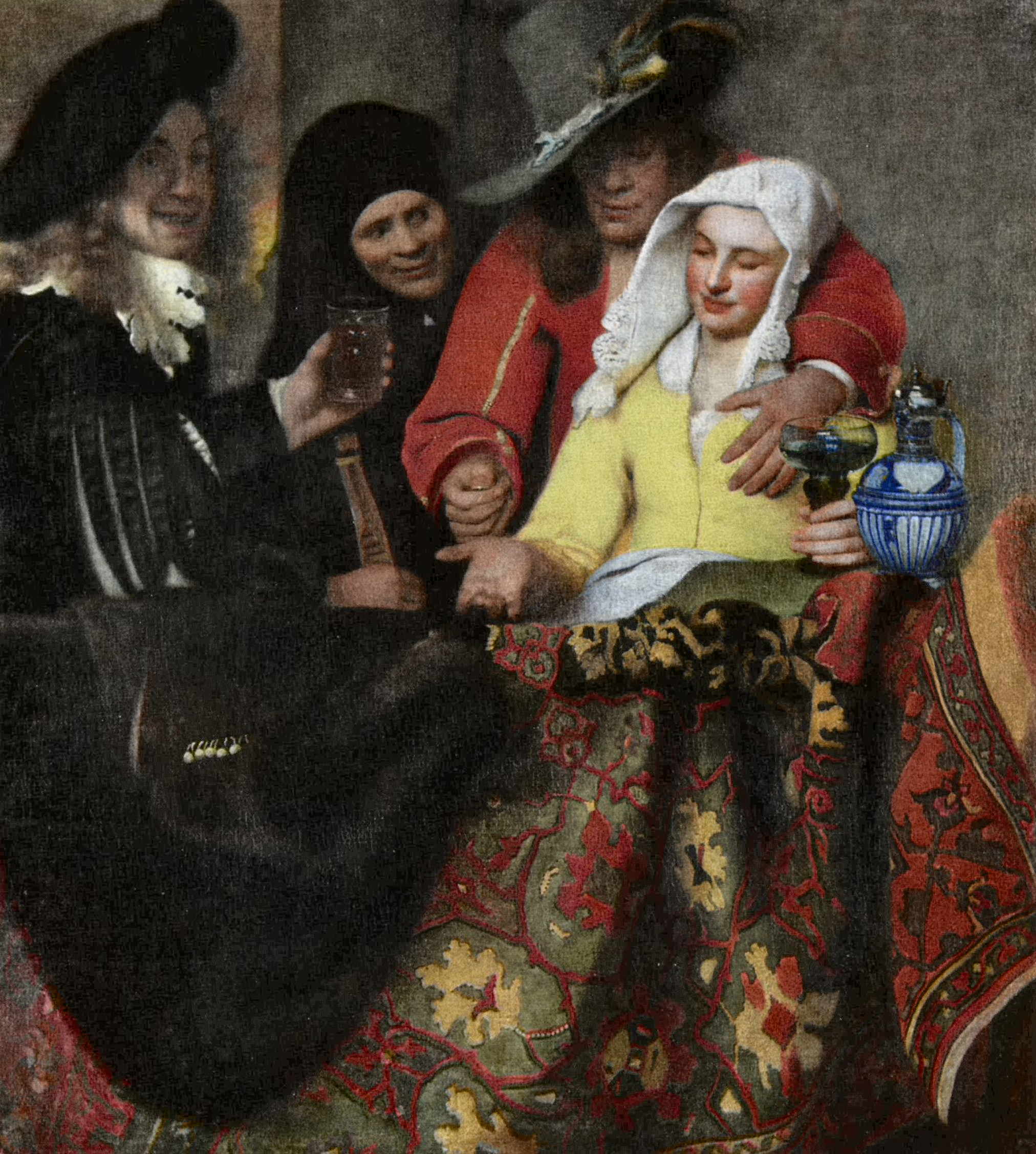
Jan Vermeer: Kuplířka, 1656
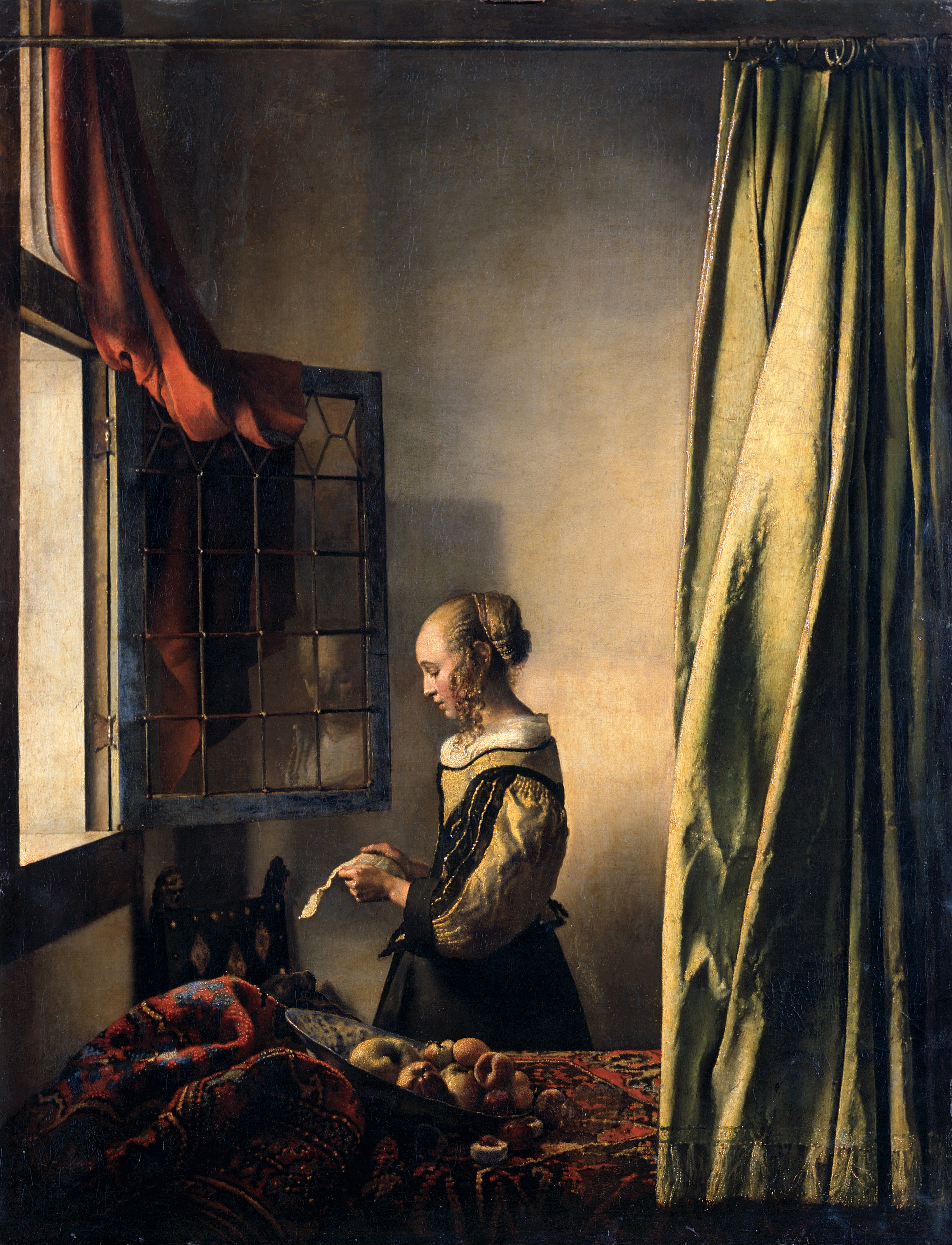
Jan Vermeer, Dívka u otevřeného okna (1659)
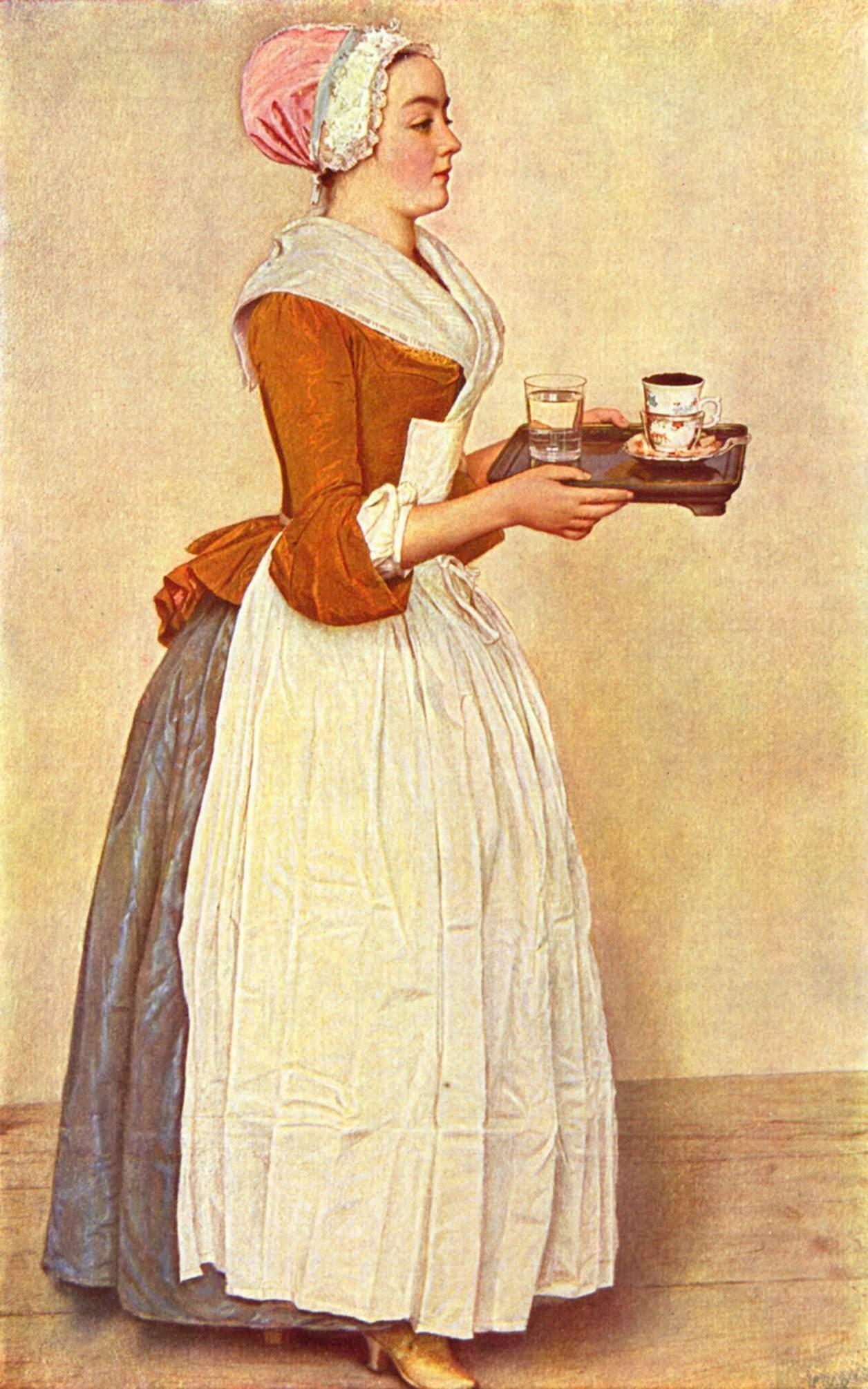
Jean-Étienne Liotard: Dívka s čokoládou, 1744/45
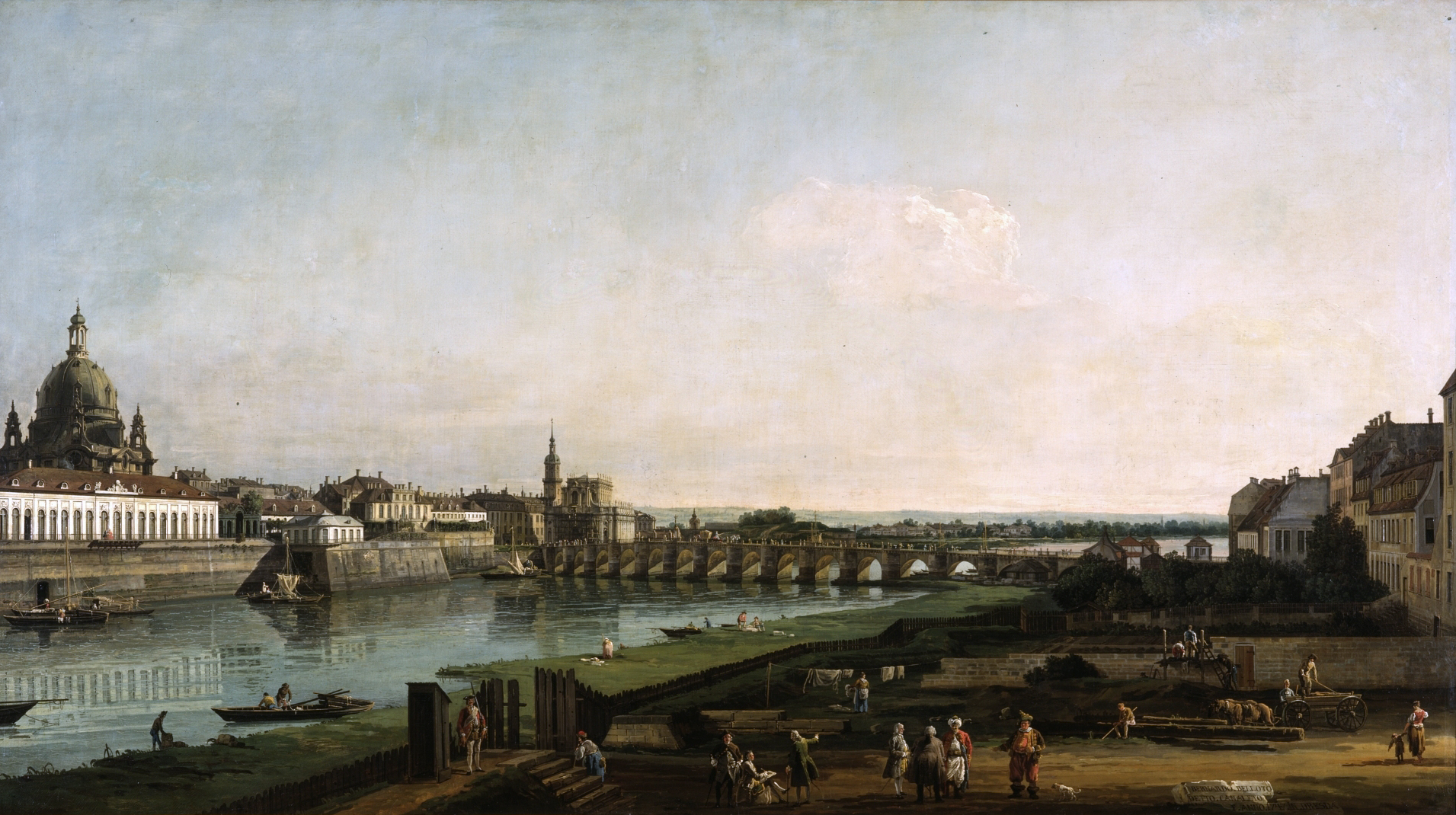
Bernardo Bellotto (Canaletto): Drážďany z pravého břehu Labe nad mostem, 1747
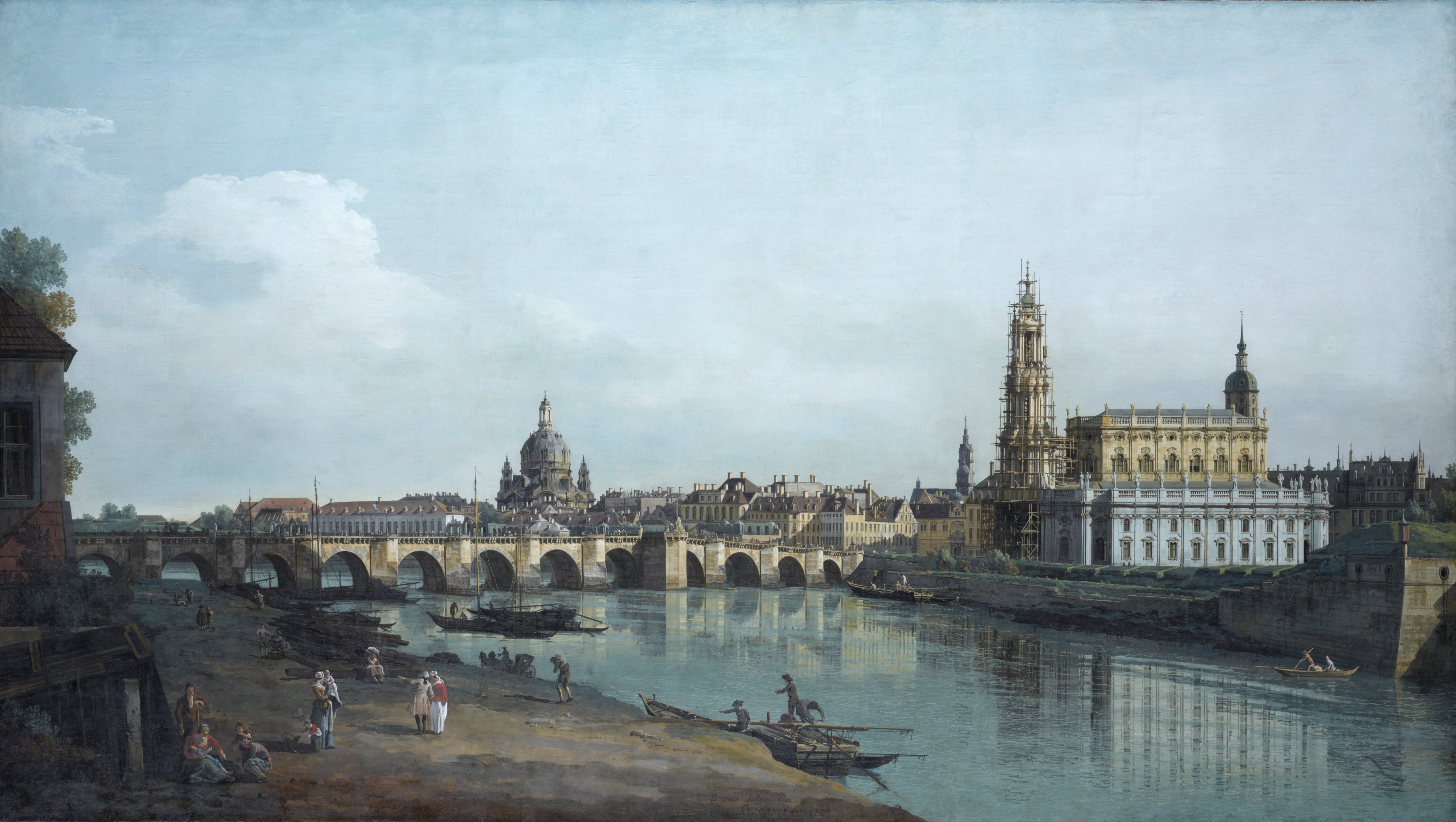
Bernardo Bellotto (Canaletto): Drážďany z pravého břehu Labe pod mostem, 1748
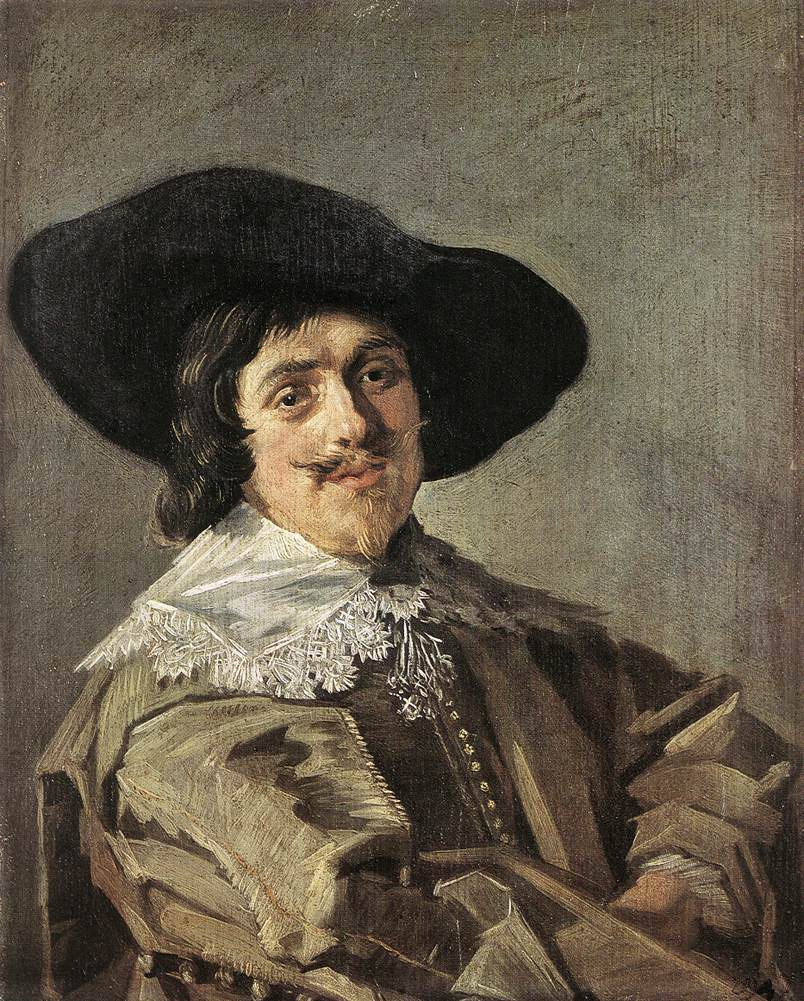
Frans Hals: Portrét muže ve žluto-šedém kabátě